# Mathiston
Mathiston è una città (town) degli Stati Uniti d'America, situata nelle contee di Webster e di Choctaw, nello Stato del Mississippi.